# Rue d'Oran (Lyon)
Pour les articles homonymes, voir Rue d'Oran.
La rue d'Oran est une voie du quartier des Terreaux dans le 1er arrondissement de Lyon, en France.

## Situation et accès
C'est une courte rue qui débute rue d'Algérie et se termine rue Constantine. La circulation est dans le sens inverse de la numérotation et à double-sens cyclable avec un stationnement d'un seul côté.

## Origine du nom
Elle doit son nom à la ville d'Oran, à l'époque de la conquête de l'Algérie par la France.

## Histoire
En 1839, après l'ouverture de l'abattoir de Perrache, on démolit la boucherie des Terreaux. La rue du Bessard et la rue de la Boucherie-des-Terreaux sont alors élargies et redressées. Elles sont de plus reliées entre elles par une nouvelle voie. Par décision du conseil municipal du 27 juin 1844, la nouvelle voie est baptisée rue d'Oran, tandis que la rue la Boucherie-des-Terreaux est renommée rue d'Algérie et la rue du Bessard prend le nom de rue Constantine,.